# Libungan, Cotabato

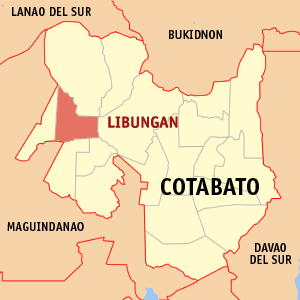
Bản đồ của Cotabato với vị trí của Libungan

Libungan là một đô thị hạng 4 ở tỉnh Cotabato, Philippines. Theo điều tra dân số năm 2000, đô thị này có dân số 40.589 người trong 7.910 hộ.

## Các đơn vị hành chính
Libungan được chia thành 20 barangay.
| - Abaga - Baguer - Barongis - Batiocan - Cabaruyan - Cabpangi - Demapaco - Grebona - Gumaga - Kapayawi | - Kiloyao - Kitubod - Malengen - Montay - Nica-an - Palao - Poblacion - Sinapangan - Sinawingan - Ulamian |